# (9167) Харьков
(9167) Харьков (укр. Ха́рків) — астероид из группы главного пояса, который был открыт 18 сентября 1987 года советским астрономом Людмилой Черных в Крымской обсерватории и назван в честь крупного украинского города Харькова.

Орбита астероида Харьков и его положение в Солнечной системе